# Ламар, Марина
Марина Ламар (наст. фамилия Чачуа) — грузинский поэт, переводчик и прозаик. Лауреат конкурса «Фонда Б.Н.Ельцина» на лучший перевод с национального языка на русский язык (номинация «Молодое перо», 2008). Лауреат конкурса молодых русскоязычных литераторов Грузии (2011) в номинации «драматургия». Участник Форума молодых писателей в Липках(2009).

## Биография
В 1990 г. окончила школу. В период подготовки к поступлению в Тбилисский педагогический институт, вела репетиторскую деятельность.
C 1993 г. по 2015 г. была преподавателем по русскому языку.
С 1998 г. до января 2014 г. активно публиковала в журнале «Подруга» и статьи, рассказы, детективы и повести.
Последние пять лет вела рубрику «Тбилисские мотивы», созданную специально под её собственный стиль письма.
Периодически публиковалась в русскоязычных изданиях: «Закавказские Военные ведомости», «Вечерний Тбилиси», «Свободная Грузия», «Русский клуб» и др.
Участница Форума молодых писателей России, который проводится в Липках.(2009 г.)
Лауреат конкурса «Фонда Ельцина» за лучшие переводы (2008 г.). Публиковалась в тбилисских литературных альманахах ("На холмах Грузии, «Русское слово» и др.) и в российских журналах «Октябрь», «Юность», «Пролог», «Звезда», а также в сборнике «Современная грузинская поэзия» (переводы) и др.
Является членом литобъединения «молот.ОК». Принимает активное участие в мероприятиях, проводимых этим обществом.

## Книги

Марина Ламар на презентация книги — Цепи свободы

- Цепи свободы (2017)
- Я слышу мысль (2002)
- Грани (2008)[14]Марина Ламар на презентация книги — Цепи свободы